# Lesingey Round
Lesingey Round är ett slott i Storbritannien.   Det ligger i grevskapet Cornwall och riksdelen England, i den södra delen av landet, 400 km väster om huvudstaden London. Lesingey Round ligger 83 meter över havet.
Terrängen runt Lesingey Round är lite kuperad. Havet är nära Lesingey Round åt sydost.  Närmaste större samhälle är Penzance, 1,9 km öster om Lesingey Round. Trakten runt Lesingey Round består i huvudsak av gräsmarker.